# 兼子隆
兼子隆（日语：／ Kaneko Yutaka，1933年4月21日—），日本男子摔跤运动员。他曾代表日本参加世界摔跤锦标赛，获得二枚铜牌。他也曾参加1954年、1958年和1962年亚洲运动会，共获得四枚金牌。